# Ranunculus hejingensis
Ranunculus hejingensis W.T. Wang – gatunek rośliny z rodziny jaskrowatych (Ranunculaceae Juss.). Występuje endemicznie w Chinach, w środkowej części regionu autonomicznego Sinciang. 

## Morfologia
PokrójBylina ryzomowa o owłosionych pędach. Dorasta do 5–10 cm wysokości.
LiścieSą trójdzielne. Mają deltoidalny kształt. Mierzą 2–3 cm długości oraz 3–3,5 cm szerokości. Nasada liścia ma klinowy lub ucięty kształt. Ogonek liściowy jest owłosiony i ma 0,5–1,5 cm długości.
KwiatySą pojedyncze. Pojawiają się na szczytach pędów. Mają żółtą barwę. Dorastają do 10 mm średnicy. Mają 5 owalnych działek kielicha, które dorastają do 4 mm długości. Mają 5 owalnych płatków o długości 5 mm.
OwoceNagie niełupki o odwrotnie jajowatym kształcie i długości 1–2 mm. Tworzą owoc zbiorowy – wieloniełupkę o jajowatym kształcie i dorastającą do 3–5 mm długości.

## Biologia i ekologia
Rośnie na łąkach. Występuje na obszarze górskim na wysokości około 3100 m n.p.m. Kwitnie w sierpniu. 